# Стояновці (Врачанська область)
Стоя́новці (болг. Стояновци) — село у Врачанській області Болгарії. Входить до складу общини Роман.

## Населення
За даними перепису населення 2011 року у селі проживали 125 осіб, усі — болгари.
Розподіл населення за віком у 2011 році:
Динаміка населення: